# Rupelrath
Rupelrath ist ein Ortsteil im äußersten Südwesten der bergischen Großstadt Solingen. Bei Rupelrath befindet sich die historische Kapelle St. Reinoldi sowie ein evangelischer Friedhof.

## Lage und Beschreibung
Der Ortsteil Rupelrath liegt im Süden des Stadtteils Aufderhöhe, er grenzt im Süden an Leichlingen und im Westen an Langenfeld. Bei Rupelrath ändert sich der Verlauf der von Osten kommenden Wupper in südliche Richtung, sie bildet ab dort nicht mehr die südliche Stadtgrenze zu Leichlingen. Stattdessen folgt ein kurzes Stück Landgrenze, ehe der Bahndamm der Strecke Haan-Gruiten–Köln-Deutz erreicht wird, der in nördliche Richtung zunächst die Stadtgrenze zu Langenfeld bildet. Westlich des Bahndamms erheben sich mit dem Wenzelnberg und dem Spürklenberg zwei der früher zahlreichen Leichlinger Sandberge. Durch Rupelrath führt die Landesstraße 288, die auf Solinger Stadtgebiet die Bezeichnung Opladener Straße trägt. Dort befindet sich unter anderem eine heute denkmalgeschützte Fachwerkhauszeile, die Kapelle St. Reinoldi mit dem angrenzenden Friedhof liegt etwas westlich des Ortes am Ende der Straße Rupelrath.
Benachbarte Ortslagen sind bzw. waren: Brand, Birkendahl, Wachssack, Gosse, Horn, Hütte, Linde, Holzkamp und Landwehr in Solingen, Kradenpuhl, Kuhle, Unterberg, Müllerhof, Ziegwebersberg und Bungenstraße in Leichlingen sowie Gravenberg und Wiescheid in Langenfeld.

## Etymologie
Das Suffix -rath ist eine u. a. im Rheinland verbreitete Endung für Ortsnamen. Es deutet auf eine Rodungssiedlung hin. Der Ortsname Rupelrath wird daher als Rodung eines Ruprecht oder Robert gedeutet.

## Geschichte
Durch einen bronzezeitlichen Fund in der Nähe der Rupelrather Kapelle fanden sich bereits aus vorgeschichtlicher Zeit Siedlungsspuren in dem Gebiet um Rupelrath.:1 Die Ursprünge der Hofschaft liegen im Spätmittelalter, die erste urkundliche Erwähnung erfolgte im Jahre 1363 als Robeltroyde.:1 Die Kapelle St. Reinoldi hat ihre Wurzeln vermutlich im 14. Jahrhundert, sie wurde Ende des 16. Jahrhunderts zur reformierten Kapelle. Der an der Kapelle gelegene evangelische Friedhof wurde im Jahre 1705 angelegt.:6

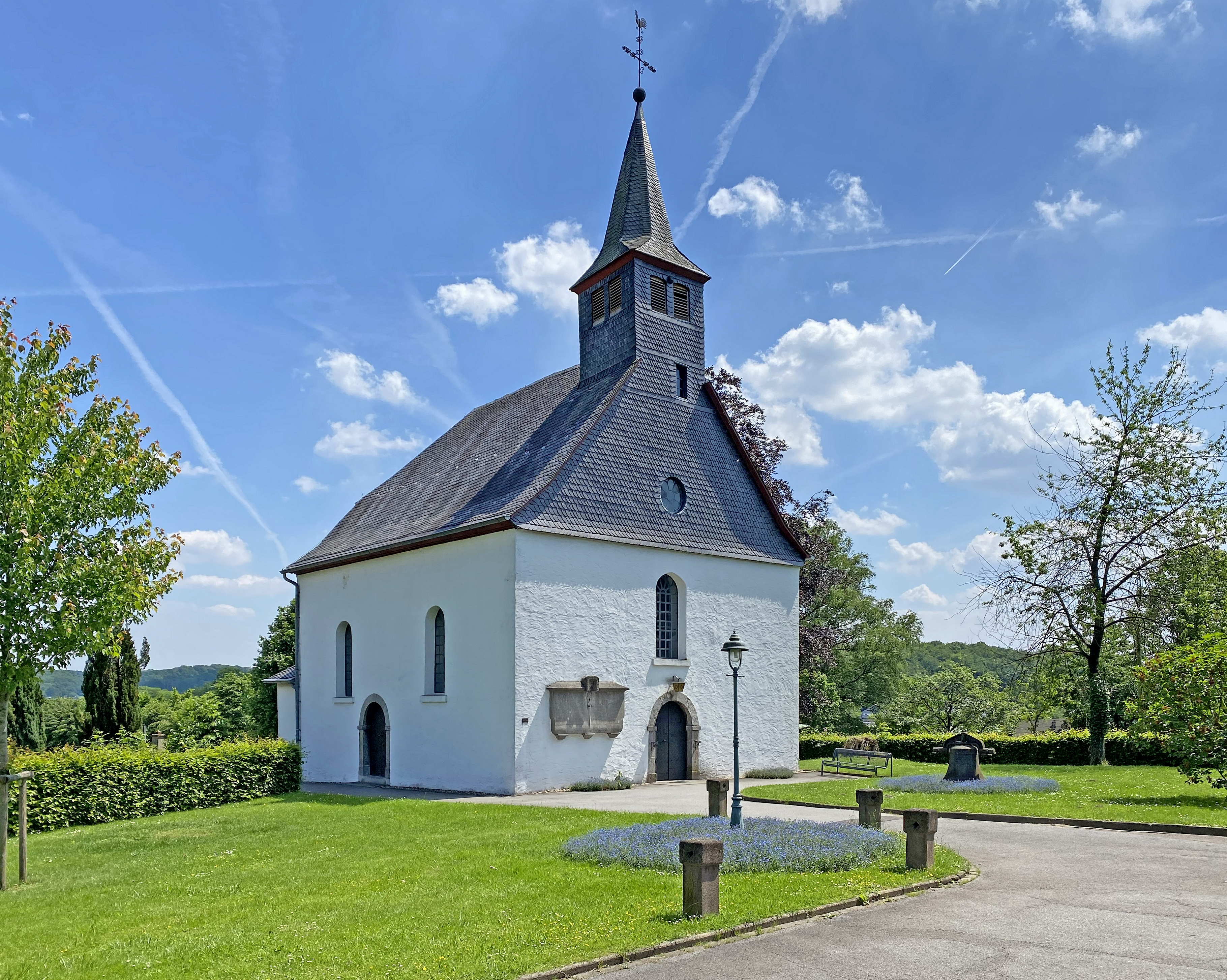
Kapelle St. Reinoldi in Rupelrath

Rupelrath lag an der sogenannten Sandstraße, einer Altstraße von Aufderhöhe nach Opladen, der heute als Opladener Straße bezeichneten Landesstraße 288. Über diese Altstraße, ab Aufderhöhe weiter verlängert um die Löhdorfer bzw. Mangenberger Straße, verlief der mittelalterliche Warenverkehr zwischen Solingen und der Handelsstadt Köln.:90f. Im Jahre 1715 ist Rupelrath in der Karte Topographia Ducatus Montani, Blatt Amt Solingen, von Erich Philipp Ploennies mit einer Hofstelle verzeichnet und als Rubelrad benannt. Rupelrath wurde erstmals im Jahre 1485 als Titularort der Honschaft Ruppelrath innerhalb des Amtes Solingen erwähnt, die Honschaft als Untergliederung des Amtes bestand bis in das 19. Jahrhundert hinein. Die Topographische Aufnahme der Rheinlande von 1824 verzeichnet den Ort als Rubeltrath, die Preußische Uraufnahme von 1844 verzeichnet ihn als Ruppelrath. In der Topographischen Karte des Regierungsbezirks Düsseldorf von 1871 ist der Ort erneut als Ruppelrath verzeichnet. Erst ab der Preußischen Neuaufnahme von 1893 ist der Ortsname in der heute bekannten Form als Rupelrath verzeichnet.
Nach Gründung der Mairien und späteren Bürgermeistereien Anfang des 19. Jahrhunderts gehörte Rupelrath zur Bürgermeisterei Höhscheid, die 1856 zur Stadt erhoben wurde. Die Bergisch-Märkische Eisenbahn-Gesellschaft (BME) trassierte zwischen 1864 und 1867 die Bahnstrecke Gruiten–Köln-Deutz in Nord-Süd-Richtung von Caspersbroich bis Landwehr quer durch das heutige Solinger Stadtgebiet. Die Bahnstrecke wurde bei Rupelrath auf einem Damm unmittelbar an der Kapelle St. Reinoldi vorbei trassiert.
1815/16 lebten 55, im Jahr 1830 65 Menschen im als Weiler bezeichneten Wohnplatz. 1832 war der Ort weiterhin Teil der Honschaft Ruppelrath innerhalb der Bürgermeisterei Höhscheid, dort lag er in der Flur VIII. Reinoldi Capelle. Der nach der Statistik und Topographie des Regierungsbezirks Düsseldorf als Dorfschaft kategorisierte Ort besaß zu dieser Zeit elf Wohnhäuser und zwölf landwirtschaftliche Gebäude. Zu dieser Zeit lebten 64 Einwohner im Ort, davon sechs katholischen und 58 evangelischen Bekenntnisses. Die Gemeinde- und Gutbezirksstatistik der Rheinprovinz führt den Ort 1871 mit 16 Wohnhäuser und 91 Einwohnern auf. Im Gemeindelexikon für die Provinz Rheinland von 1888 werden 21 Wohnhäuser mit 96 Einwohnern angegeben. 1895 besitzt der Ortsteil 17 Wohnhäuser mit 95 Einwohnern und gehörte zum evangelischen Kirchspiel Rupelrath, 1905 zählt der Ort 18 Wohnhäuser mit 98 Einwohnern.

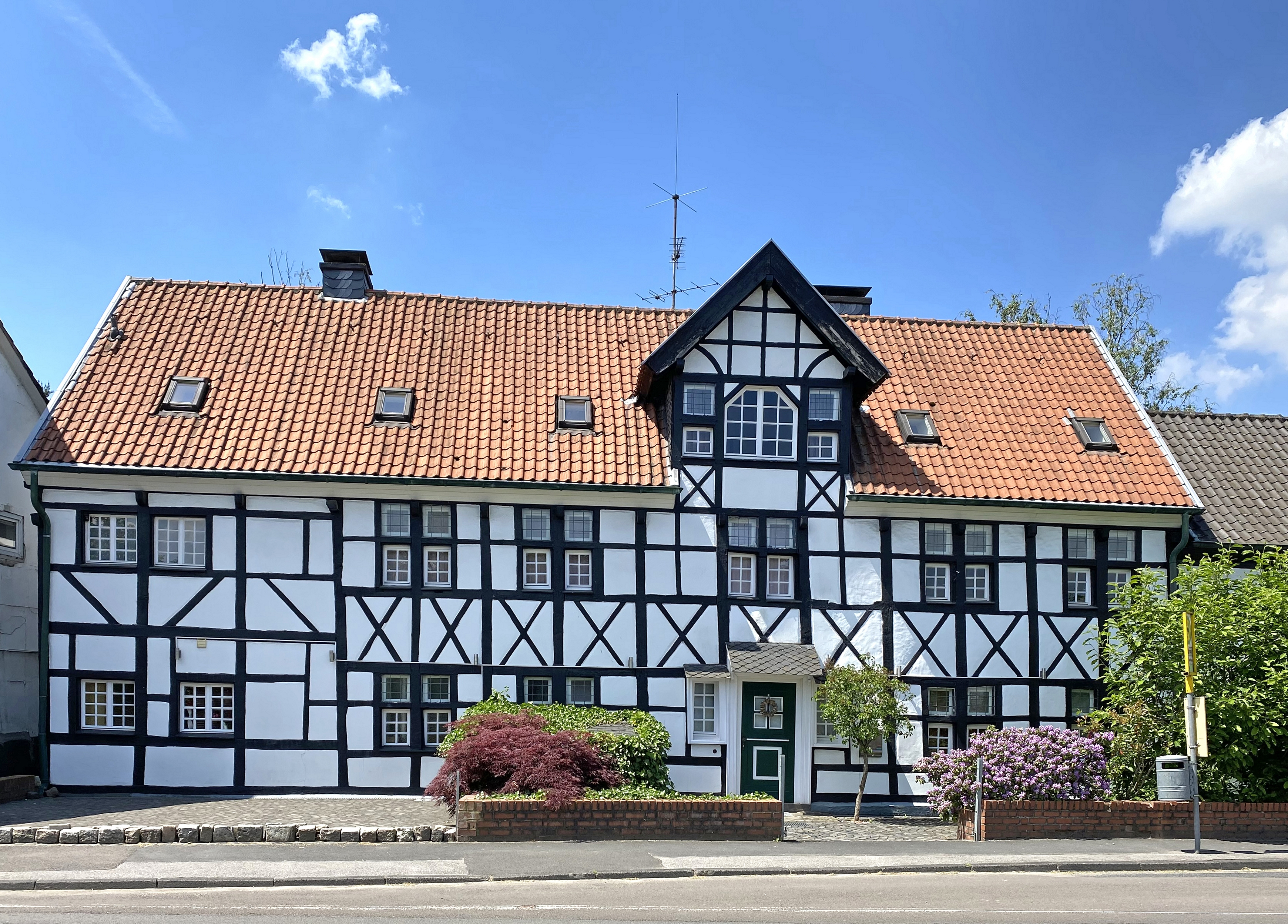
Baudenkmal Opladener Straße 160

Seit 1894 verfügt Rupelrath über ein eigenes Feuerwehrhaus der Freiwilligen Feuerwehr, die heutige Löscheinheit 2 der Freiwilligen Feuerwehr Solingen an der Wipperauer Straße. Mit der Städtevereinigung zu Groß-Solingen im Jahre 1929 wurde Rupelrath ein Ortsteil Solingens. Ab den 1960er Jahren wuchs der Ortsteil Rupelrath aufgrund der baulichen Verdichtung in der Nachkriegszeit entlang des Holzkamper Wegs mit dem Nachbarort Holzkamp zusammen, blieb aber ländlich geprägt. Seit Mitte der 1980er Jahre stehen von den historischen Bauwerken in Rupelrath die Gebäude Opladener Straße 152, 154, 158, 158a, 160 und Rupelrath 10 und 15 sowie die Kapelle St. Reinoldi unter Denkmalschutz. Heute wird als Rupelrath landläufig das gesamte Gebiet zwischen Landwehr und Wupper im südwestlichen Bereich des Solinger Stadtgebietes bezeichnet, manche Ortsbezeichnungen wie Wachssack oder Hütte sind darum heute nicht mehr gebräuchlich.

## Nahverkehr
Rupelrath ist täglich durch die Buslinie 694 an das Dieselbusnetz der Stadtwerke Solingen mit einer eigenen Haltestelle angeschlossen. Für Schulkinder, die in Leichlingen zur Schule gehen, besteht von Rupelrath aus morgens an Werktagen ein Einsatzbusverkehr der VRS-Buslinie 254.
| Linie    | Linienverlauf                                                                                              |
| -------- | --- |
| 694      | Solingen Hauptbahnhof – Aufderhöhe – Rupelrath – Leichlingen Bahnhof – Leichlingen Busbahnhof              |
| VRS E254 | Leichlingen, Am Adler – Solingen, Rupelrath – Leichlingen, Schulzentrum Am Hammer – Leichlingen Busbahnhof |